# Роберт Ділл-Бунді
Роберт Ділл-Бунді (18 листопада 1958 — 16 вересня 2024) — швейцарський велогонщик.
Олімпійський чемпіон 1980 року в індивідуальній гонці переслідування.
Чемпіон світу з трекових велоперегонів 1981 року в кейріні, срібний призер 1983 року в індивідуальній гонці переслідування, бронзовий призер 1977 (командна гонка переслідування), 1978 (командна гонка переслідування) років.